# Soyopa
Soyopa är en ort i Mexiko.   Den ligger i kommunen Soyopa och delstaten Sonora, i den nordvästra delen av landet, 1 500 km nordväst om huvudstaden Mexico City. Soyopa ligger 229 meter över havet och antalet invånare är 130.
Terrängen runt Soyopa är huvudsakligen kuperad. Soyopa ligger nere i en dal.  Trakten runt Soyopa är nära nog obefolkad, med mindre än två invånare per kvadratkilometer. Närmaste större samhälle är San Antonio de la Huerta, 15,0 km söder om Soyopa. I omgivningarna runt Soyopa växer huvudsakligen savannskog.